# Acrocercops rhombiferellum
Acrocercops rhombiferellum là một loài bướm đêm thuộc họ Gracillariidae. Loài này có ở Hoa Kỳ (Texas).